# Biche de Bere
Biche de Bere était une maison de prêt-à-porter et de bijoux française, fondée en 1993 et disparue en 2007, basée à Châteaubriant.

## Historique
L'entreprise est fondée en 1993 par Nelly Biche, née le 5 décembre 1964 à Nantes. Designer diplômée de l'École supérieure de design industriel de Paris et du Pratt Institute de New York, ayant exposé dans des musées parisiens et new yorkais, elle est designer industriel à New York pendant sept ans, avant de lancer sa commercialisation de ses propres bijoux.
Grâce à leurs prix et leur originalité, les bijoux fantaisie rencontrent rapidement le succès entre 1993 et 1996, et Biche de Bere ouvre plusieurs magasins à Paris (le premier ouvre rue de Rennes), Nantes, Nice, puis aux États-Unis (New York et Los Angeles). Pour alimenter ses premiers magasins, l'entreprise ouvre une usine en 1994 à Châteaubriant, dont Nelly Biche est originaire, investissement qui représente 6,8 millions de francs et qui bénéficie de certaines subventions ; l'usine compte une quarantaine d'employés. En 1998, la société connaît des difficultés de trésorerie et elle est placée en redressement judiciaire par le tribunal de commerce de Nantes puis son plan de continuation est avalisé. Par la suite, sous la co-direction de Christophe Chais, la gamme s'étend aux accessoires et au prêt-à-porter. L'enseigne compte jusqu'à 34 magasins en France, et 46 à l'étranger, et complète son offre avec une ligne de vêtements féminins en 1999, produit à Villeurbanne. En 1999, la société fait poser ses employés comme mannequins pour le catalogue de printemps. En 2005, la marque implante une troisième usine à Shanghaï ; les effectifs atteignent 110 salariés. Après les bijoux et le prêt-à-porter féminin, la gamme développe le secteur de l'enfant, le linge de maison et la robe de mariée en 2006 ; la même année, la société compte au total 300 personnes, 35 points de vente en propre et un résultat à l'équilibre.
Sur le plan social, la société fait l'objet de nombreuses critiques en raison, notamment, de ses retards répétés dans le versement des salaires, de techniques managériales humiliantes, d'un renouvellement frénétique du personnel ainsi que de multiples procès perdus devant le conseil des Prud'hommes,,.
Soumise à des difficultés financières à partir de 2006 du fait d'une mauvaise gestion, la société employant 180 salariés, est placée en redressement judiciaire en avril 2007, puis mise en liquidation judiciaire par le tribunal de commerce de Nantes avec cessation immédiate de l'activité au mois de novembre suivant,. Le passif de la société s'élève à 7 ou 10 millions d'euros.
En Septembre 2021, Nelly Biche de Bère inaugurait deux boutiques en centre-ville de Saint-Omer (62), puis ouvre un atelier de confection. Les boutiques font faillites en 2023.